# Amblyomma flavomaculatum
Amblyomma flavomaculatum (лат.) — вид клещей из семейства иксодовых (Ixodidae).

## Распространение
А. flavomaculatum широко распространен по всей Западной и Центральной Африке: Мавритания, Мали, Сенегал, Гвинея, Сьерра-Леоне, Кот-д'Ивуар, Буркина-Фасо, Гана, Того, Бенин; Нигер, Чад, Судан, Нигерия, Камерун и Центрально-Африканская Республика.
425 экземпляров клещей были завезены из Африки (Гана) в Польшу на степных варанах (Varanus exanthematicus), и один клещ на зеленой игуане (Iguana iguana) из Центральной Америки (Сальвадор). Рептилии были предназначены для разведения в частном террариуме.

## Экология
Паразитирует на ящерицах, преимущественно на варанах (Varanidae), и змеях.

## Эпидемиологическое значение
В клещах завезённых на варанах в Польшу, были обнаружены Anaplasma phagocytophilum и Anaplasma flavomaculatum